# Черкашина, Любовь Викторовна
Любо́вь Ви́кторовна Черка́шина (бел. Любоў Віктараўна Чаркашына, род. 23 декабря 1987 года в Бресте, БССР) — белорусская гимнастка и тренер, бронзовая медалистка Олимпийских игр 2012 года в индивидуальном первенстве, многократный серебряный и бронзовый призёр чемпионатов мира по художественной гимнастике, обладательница двух золотых, серебряной и двух бронзовых наград чемпионатов Европы, призёр ряда других соревнований по художественной гимнастике. Заслуженный мастер спорта Республики Беларусь (2011). Выступала в итальянской Серии A за клуб «Нервенезе». Ныне входит в штаб национальной сборной Беларуси по художественной гимнастике.

## Биография
Любовь Черкашина родилась в 1987 году в Бресте. Тренировки по художественной гимнастике она начала в 9 лет. В детстве сначала занималась акробатикой, потом спортивной гимнастикой, затем перешла на художественную гимнастику; в 2000 году начала обучение в спортивном интернате в Минске. Её дебют на международных соревнованиях состоялся в 2003 году. На Кубке Балтии она заняла третье место, уступив только Алине Кабаевой и Ирине Чащиной. Затем последовали две «бронзы» в командном первенстве на Чемпионатах мира в Будапеште (2003) и Баку (2005), а также на Чемпионате Европы в Москве (2005). На чемпионатах мира 2007 и 2009 годов заняла 10-е и 7-е места соответственно.
Удачный период для её выступлений начался с 2011 года, когда Любовь завоевала серебряную медаль на чемпионате мира в Монпелье (командное первенство) и бронзу в упражнениях с мячом, две золотых, одну серебряную и одну бронзовую награды на чемпионате Европы в Минске (в упражнениях с мячом и булавами, в командном первенстве и в упражнениях с обручем соответственно). На чемпионате Европы в Нижнем Новгороде заняла 4-е место. В 2012 году она дважды стала бронзовым призёром в Финале Кубка мира по художественной гимнастике — в индивидуальном многоборье и в упражнениях с мячом.

### Летние Олимпийские игры в Лондоне
На Олимпиаде-2012 Любовь Черкашина по результатам квалификационного раунда заняла пятое место с общей суммой баллов 114.500. Это позволило ей выйти в финал выступлений, где ей удалось занять третье место, обогнав Алию Гараеву из Азербайджана и уступив Евгении Канаевой и Дарье Дмитриевой из России.

### Завершение карьеры

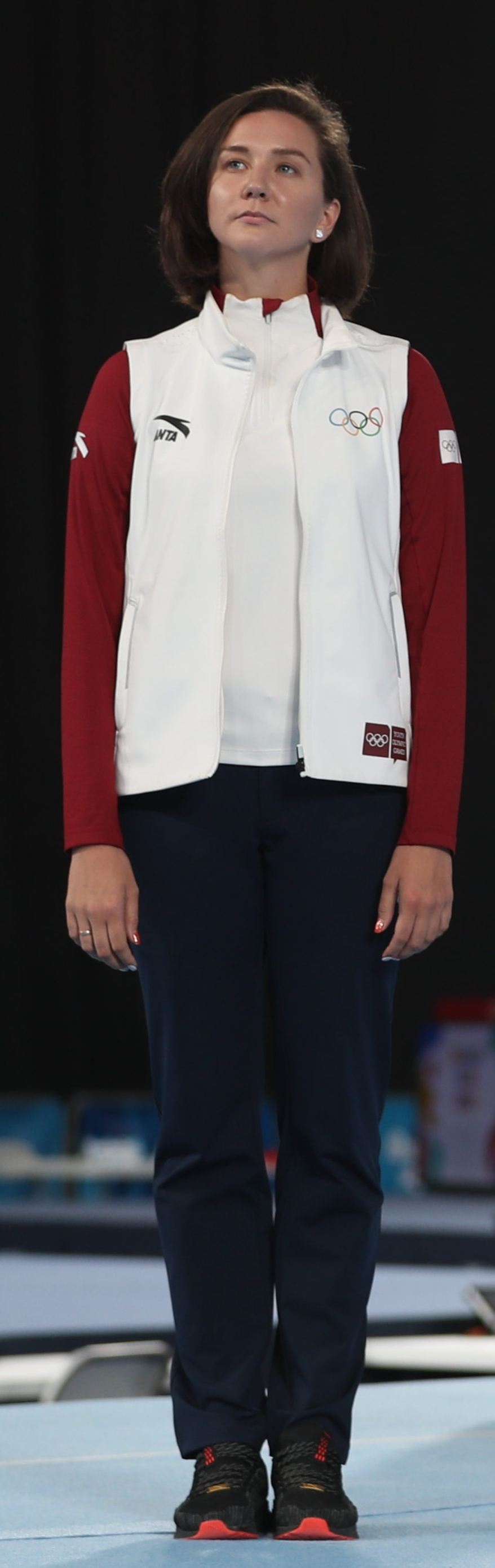
Любо́вь Ви́кторовна Черка́шина, 2018

В конце ноября 2012 года Любовь Черкашина, а также обладательницы серебряных медалей на Олимпийских играх в Лондоне Алина Тумилович, Анастасия Иванькова, Ксения Санкович и Марина Гончарова заявили о завершении карьеры. В то же время они отметили, что не собираются полностью расставаться со спортом: они планируют принимать участие в показательных выступлениях. Также они не исключают своего возможного возвращения в большой спорт.
После завершения карьеры проводит мастер-классы для юных и начинающих гимнасток.

## Политические взгляды
Подписала открытое письмо спортивных деятелей страны, выступающих за действующую власть Белоруссии после жёстких подавлений народных протестов в 2020 году.

## Личная жизнь
Замужем за бывшим футболистом Виктором Молашко (с 2008 года).
16 января 2018 у пары родилась дочь Вера.